# マリア・アマーリア・フォン・ザクセン (1757-1831)
マリア・アマーリア・フォン・ザクセン（Maria Amalia von Sachsen, 1757年9月26日 - 1831年4月20日）は、ドイツのザクセン選帝侯家の公女で、プファルツ＝ツヴァイブリュッケン公カール・アウグストの妻。全名はマリア・アマーリア・アンナ・ヨゼフィーナ・アントニア・ユスティーナ・アウグスタ・クサヴェリア・アロイジア・ヨハンナ・ネポムツェーナ・マグダレーナ・ヴァルプルギス・カタリーナ（Maria Amalia Anna Josephina Antonia Justina Augusta Xaveria Aloysia Johanna Nepomucena Magdalena Walpurgis Katharina von Sachsen）。

## 生涯
ザクセン選帝侯フリードリヒ・クリスティアンとその妻で神聖ローマ皇帝（バイエルン選帝侯）カール7世アルブレヒトの娘であるマリア・アントーニアの間の第6子、長女として生まれた。1774年2月12日にドレスデンにおいて、カール・アウグストと結婚した。アマーリアの兄の選帝侯フリードリヒ・アウグスト3世が1769年にカール・アウグストの妹アマーリエと結婚しており、これは両家を結びつける二重の縁組であった。夫妻はノイブルク城（Schloss Neuburg）を住まいとした。
1794年に夫の伯母エリーザベト・アウグステが亡くなると、聖エリーザベト貴婦人会（St. Elisabethenorden）の団長職を引き継いた。さらに夫と死別後の1798年にはミュンヘンの聖アンナ貴婦人会修道院（Damenstiftskirche St. Anna）の修道院長となった。アマーリアの修道院長在任中、同修道院では義弟のバイエルン王マクシミリアン1世の命令によって数次にわたり修道院改革が実行されている。1831年に死去し、遺骸はノイブルクの宮廷教会に葬られている。

## 子女
夫との間に息子を1人もうけたが、夭折した。
- カール・アウグスト・フリードリヒ（1776年 - 1784年）